# Dominik Duka
Dominik Jaroslav Duka OP (właśc. Jaroslav Václav Duka; ur. 26 kwietnia 1943 w Hradcu Králové) – czeski duchowny rzymskokatolicki, dominikanin, biskup diecezjalny hradecki w latach 1998–2010, administrator apostolski sede vacante diecezji litomierzyckiej w latach 2004–2008, 36. arcybiskup metropolita praski i prymas Czech w latach 2010–2022, przewodniczący Konferencji Episkopatu Czech w latach 2010–2020, kardynał prezbiter od 2012, od 2022 arcybiskup senior archidiecezji praskiej.

## Życiorys

### Młodość i wykształcenie
Urodził się 26 kwietnia 1943 w Hradcu Králové w Protektoracie Czech i Moraw. Jego ojciec był oficerem armii, walczącym po stronie sił alianckich podczas II wojny światowej. W 1944 roku wyjechał do Włoch, a później przez Szwajcarię do Anglii, gdzie walczył w armii czechosłowackiej. W latach pięćdziesiątych był więziony wraz z innymi oficerami frontu zachodniego.
W 1960 roku ukończył naukę w gimnazjum J.K. Tyla w swojej rodzinnej miejscowości, ale nie mógł kontynuować nauki i dlatego po uzyskaniu świadectwa dojrzałości przez trzy lata pracował w fabryce jako ślusarz. W latach 1962–1964 odbył obowiązkową służbę wojskową. W 1965 rozpoczął studia teologiczne w seminarium duchownym św. Cyryla i Metodego w Litoměřicach.
5 stycznia 1968 został przyjęty do podziemnego nowicjatu dominikanów i przyjął imię zakonne Dominik, a 6 stycznia 1969 złożył śluby czasowe.

### Prezbiter
Święcenia kapłańskie przyjął 22 czerwca 1970 z rąk biskupa litomierzyckiego kardynała Štěpána Trochty. Przez pięć lat pracował w przygranicznych parafiach archidiecezji praskiej (Chlum svaté Máří, Jáchymov, Nové Mitrovice – wszystkie należą dziś do diecezji pilzneńskiej). 7 stycznia 1972 złożył śluby wieczyste w zakonie dominikanów.
W 1975 komunistyczne władze odebrały mu pozwolenie na pełnienie funkcji kapłańskich (tzw. státní souhlas), po czym zszedł do podziemia. W latach 1976–1981 był mistrzem podziemnego nowicjatu dominikanów. Uczestniczył w tworzeniu tajnego ośrodka studiów zakonnych i organizował zajęcia religijne dla młodzieży w całej Czechosłowacji.
W 1979 ukończył licencjat z teologii na Papieskim Wydziale Teologicznym św. Jana Chrzciciela w Warszawie. W 1981 został uwięziony, w więzieniu przebywał przez półtora roku. Po wyjściu z więzienia, aż do 1989 roku pracował jako kreślarz w Škoda Auto w Pilźnie.
W 1986 został prowincjałem czeskomorawskiej prowincji dominikanów. Funkcję tę pełnił również po aksamitnej rewolucji. Od 1990 r. wykłada teologię (Wstęp do teologii, Wstęp do Pisma Świętego oraz Biblijną archeologię i teologię) na Uniwersytecie Palackiego w Ołomuńcu.

### Biskup

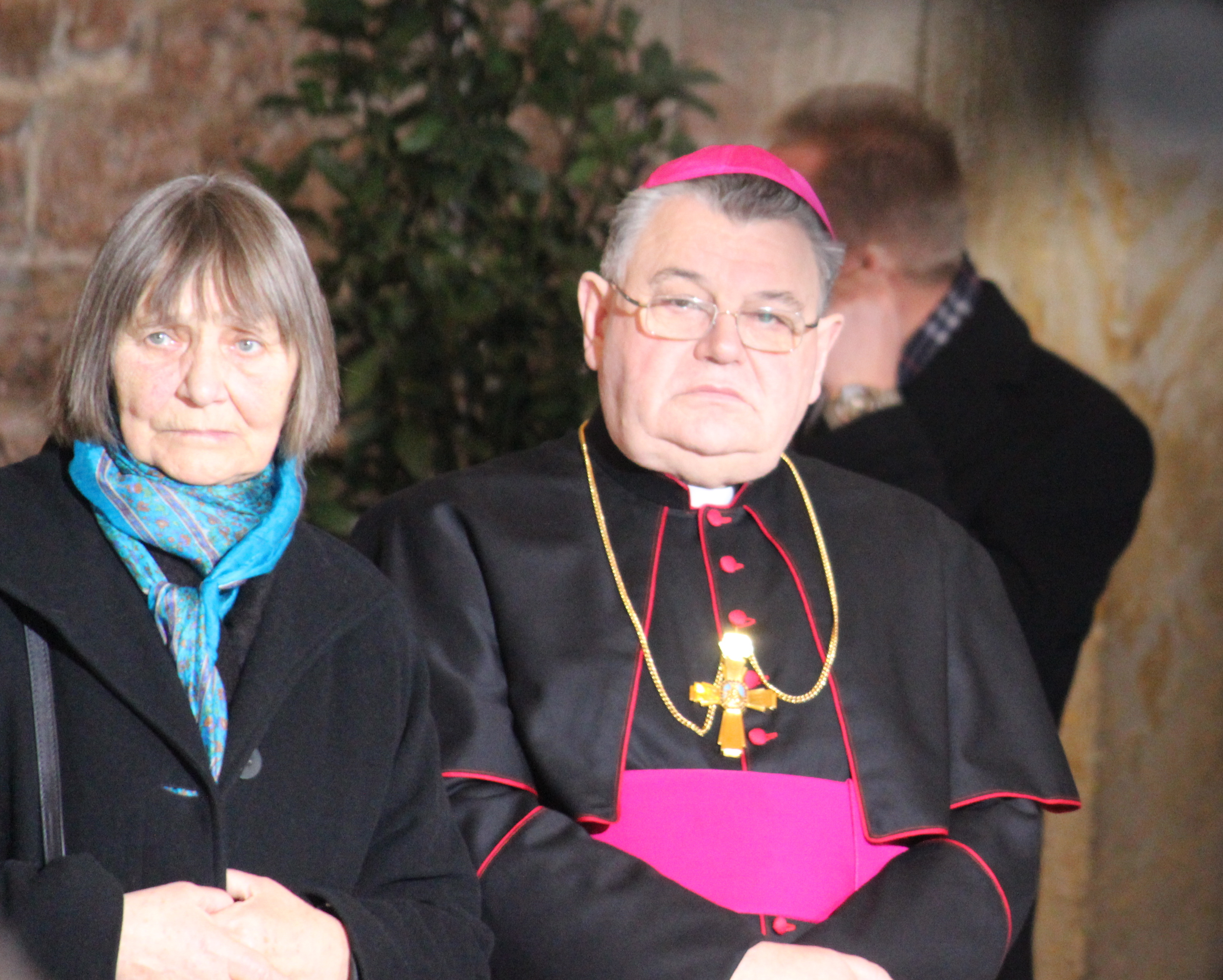
Dominik Duka podczas pogrzebu Václava Havla na praskich Hradczanach, 21 grudnia 2011.

6 czerwca 1998 Jan Paweł II mianował go biskupem Hradca Králové. Sakrę biskupią przyjął 26 września tego samego roku. Od 4 listopada 2004 do 2008 r. był również administratorem apostolskim diecezji Litoměřice. Jego biskupie hasło brzmi: In Spiritu Veritatis (W Duchu Prawdy).
13 lutego 2010 Benedykt XVI mianował go arcybiskupem praskim i prymasem Czech. W chwili wyboru na prymasa był osobą powszechnie szanowaną, był też nieformalnym duszpasterzem czeskiej inteligencji i rzecznikiem Kościoła w Czechach. Ingres odbył się 10 kwietnia 2010. 24 kwietnia 2010 został przewodniczącym konferencji episkopatu Czech i pełnił tę funkcję do kwietnia 2020. 13 maja 2022 papież Franciszek przyjął jego rezygnację z funkcji arcybiskupa metropolity praskiego.
6 stycznia 2012 ogłoszona została jego kreacja kardynalska, której papież Benedykt XVI dokonał oficjalnie na konsystorzu w dniu 18 lutego 2012.
Każdego roku na Śnieżce w sierpniowy odpust św. Wawrzyńca (10 VIII) odprawia mszę dla Czechów i Polaków. Dominik Duka od dawna utrzymuje bliskie kontakty z Polską. Uzyskał licencjat z teologii w Warszawie. Nauczył się języka polskiego, słuchając audycji Radia Wolna Europa oraz Radia Watykańskiego. Utrzymuje częste kontakty z dolnośląskimi diecezjami: legnicką i świdnicką oraz archidiecezją wrocławską.
W 2012 r. kard. Stanisław Dziwisz zaprosił go do Krakowa, gdzie przewodniczył procesji ku czci św. Stanisława z Wawelu na Skałkę.
Brał udział w konklawe 2013, które wybrało papieża Franciszka. 
Od 14 września 2012 do 1 stycznia 2021, był Kapelanem Konwentualnym Wielkiego Krzyża i kapelanem generalnym Wojskowego i Szpitalnego Zakonu Świętego Łazarza z Jerozolimy (obediencja orleańska), kiedy został wydalony przez Wielkiego Mistrza Zakonu.
26 kwietnia 2023 roku skończył 80 lat, co uniemożliwia jego udział w konklawe.

## Kontrowersje
Spotykał się z krytyką z uwagi na bliskie stosunki z populistycznym premierem Andrejem Babišem i prezydentem Milošem Zemanem, krytykę Unii Europejskiej i straszenie imigrantami. W 2022 roku opublikował opinię, usprawiedliwiającą gwałty rosyjskich żołnierzy na Ukrainkach, dokonywane podczas inwazji Rosji na Ukrainę.

## Ordery i odznaczenia
- Order Lwa Białego I klasy (2016)[18]
- Medal Za zasługi I stopnia (2001)[19]
- Krzyż Zasługi Ministra Obrony Republiki Czeskiej II i I Stopnia (2003, 2008)
- Kawaler Legii Honorowej (2012)[20]
- Krzyż Komandorski z Gwiazdą Orderu Zasługi Rzeczypospolitej Polskiej (2016)[21]
- Krzyż Komandorski z Gwiazdą Węgierskiego Orderu Zasługi (2018)[22]
- Krzyż Wielki „Pro Piis Meritis” Melitensi (2007)[23]
- Kapelan Konwentualny Wielkiego Krzyża (ad honorem) Zakonu Maltańskiego (2011)[24]
- Krzyż Zasługi Szefa Kancelarii Wojskowej Prezydenta Republiki (2015)[25]
- Medal Generała Stanisława Čečka (2022)[26]
- Krzyż Zasługi ze Srebrną Gwiazdą Zakonu Bożogrobców (2023)[27]
- Kawaler Orderu Świętego Jerzego (Dom Habsbursko-Lotaryński) (2023)[28]
- Medal Kraju hradeckiego I stopnia (2024)[29]